# Rubicundus lopheliae
Rubicundus lopheliae is een soort uit de familie der slijmprikken (Myxinidae).